# Stor-Kvisjön
Stor-Kvisjön är en sjö i Ockelbo kommun i Gästrikland och ingår i Testeboåns huvudavrinningsområde. Sjön är 13 meter djup, har en yta på 0,863 kvadratkilometer och befinner sig 222,1 meter över havet.

## Delavrinningsområde
Stor-Kvisjön ingår i det delavrinningsområde (676067-153022) som SMHI kallar för Mynnar i Kölsjöån. Medelhöjden är 228 meter över havet och ytan är 6,43 kvadratkilometer. Det finns inga avrinningsområden uppströms utan avrinningsområdet är högsta punkten. Vattendraget som avvattnar avrinningsområdet har biflödesordning 3, vilket innebär att vattnet flödar genom totalt 3 vattendrag innan det når havet efter 72 kilometer. Avrinningsområdet består mestadels av skog (65 procent) och sankmarker (15 procent). Avrinningsområdet har 0,92 kvadratkilometer vattenytor vilket ger det en sjöprocent på 14,3 procent.